# Грабово (гміна)
Гміна Грабово (пол. Gmina Grabowo) — сільська гміна у східній Польщі. Належить до Кольненського повіту Підляського воєводства.
Станом на 31 грудня 2011 у гміні проживало 3658 осіб.

## Територія
Згідно з даними за 2007 рік площа гміни становила 128.48 км², у тому числі:
- орні землі: 75.00%
- ліси: 20.00%

Таким чином, площа гміни становить 13.67% площі повіту.

## Населення
Станом на 31 грудня 2011:
| Опис     | Загалом | Загалом | Чоловіки | Чоловіки | Жінки | Жінки |
| -------- | ------- | ------- | -------- | -------- | ----- | ----- |
| одиниця  | осіб    | %       | осіб     | %        | осіб  | %     |
| все      | 3658    | 100     | 1836     | 50.19    | 1822  | 49.81 |
| міське   | 0       | 100     | 0        |          | 0     |       |
| сільське | 3658    | 100     | 1836     | 50.19    | 1822  | 49.81 |

## Сусідні гміни
Гміна Грабово межує з такими гмінами: Біла Піська, Вонсош, Кольно, Пшитули, Ставіські, Щучин.